# Лафет

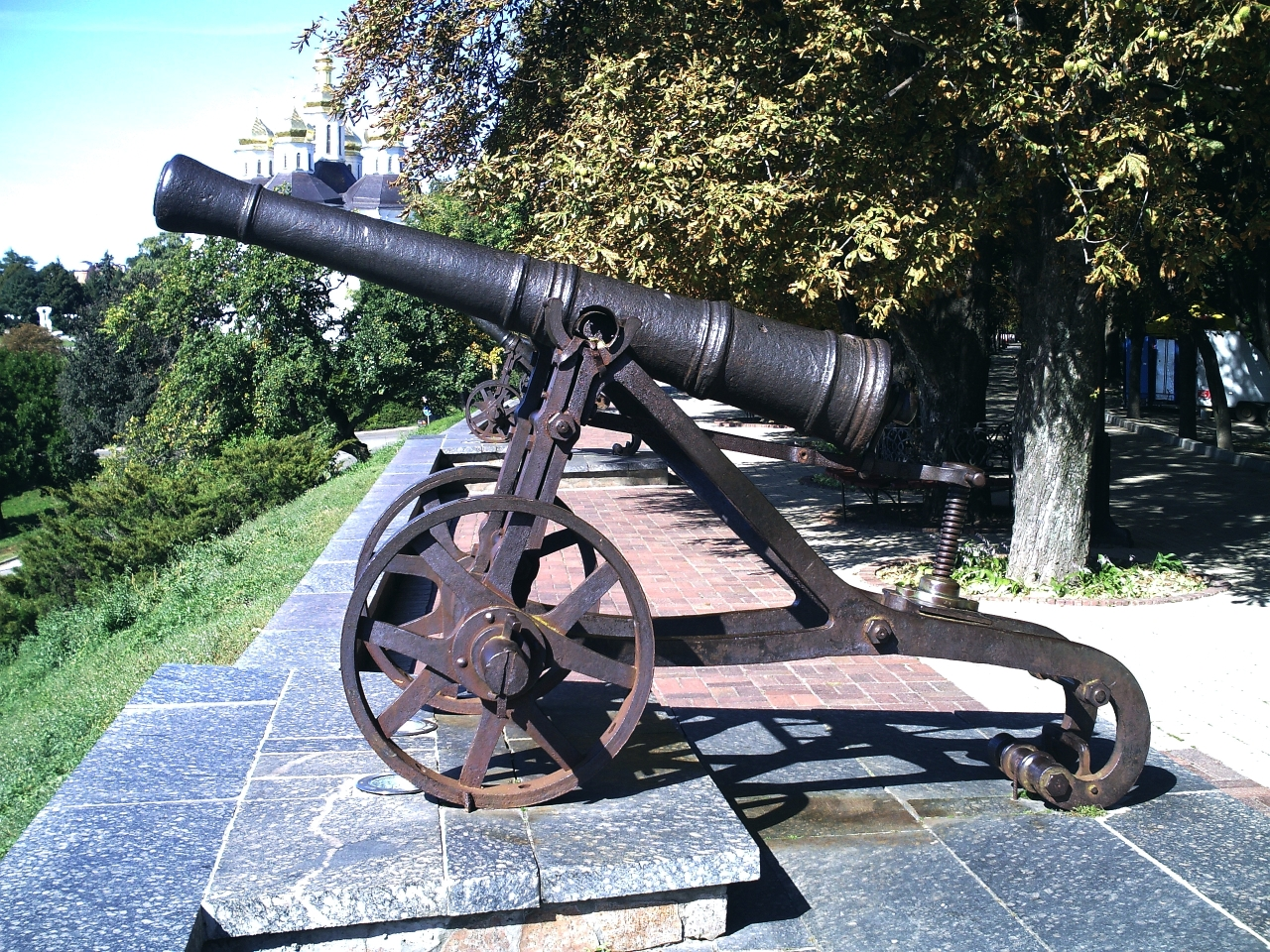
Гармата Чернігівської фортеці на декоративному лафеті

Лафе́т (від нім. Lafette < фр. l'affût, від fût — «стрижень, стовбур») — станок для  артилерійської системи, на якому закріплюється ствол гармати із затвором.
Лафет призначений:
1. для надання стволу вертикальних і горизонтальних кутів (за допомогою механізмів  наведення);
2. поглинання енергії віддачі при пострілі (противідкотними пристроями) для передачі на ґрунт (або на підставку установки) зусиль, що виникають при пострілі; а також
3. для пересування гармати.

## Історія

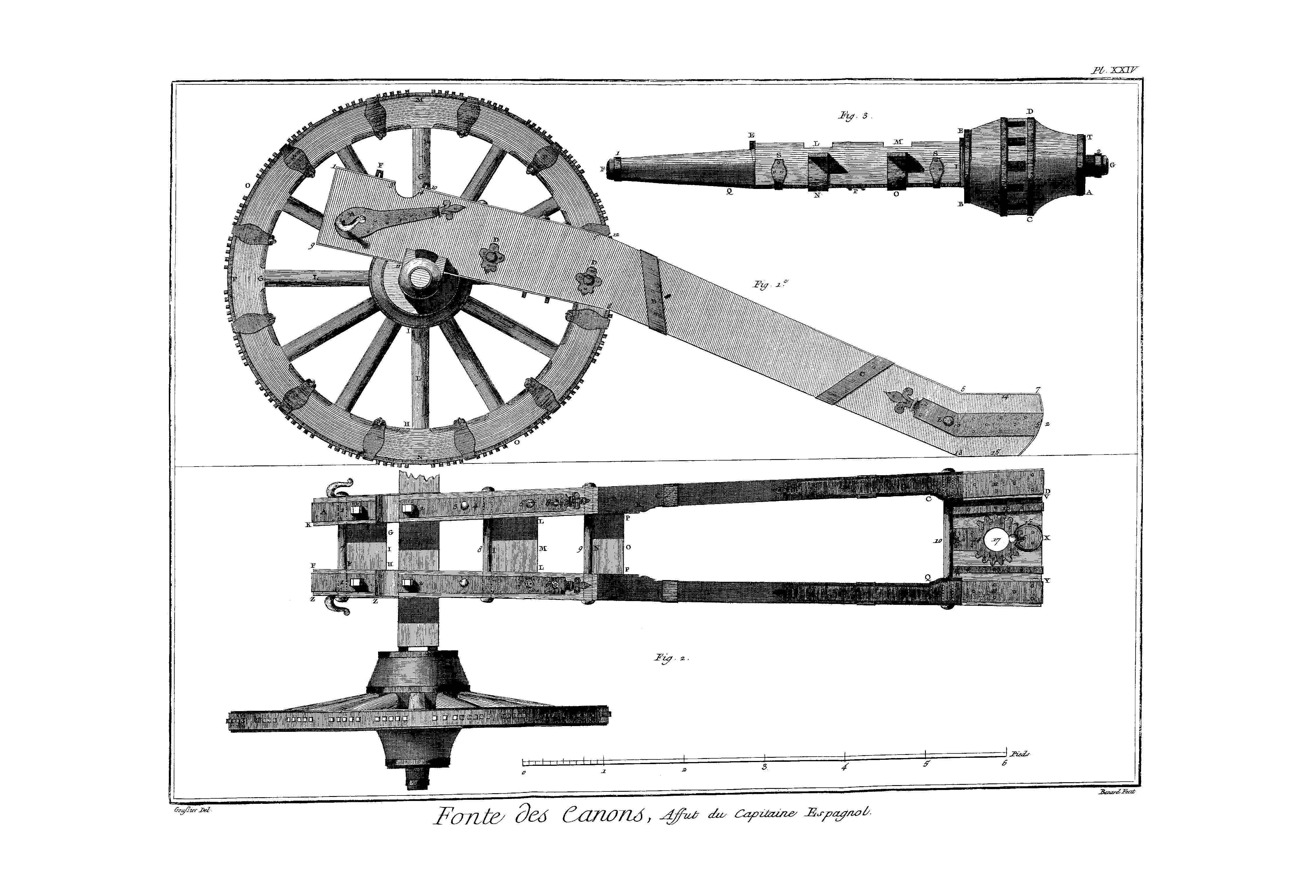
Кресленик лафета польової гармати XVIII ст.

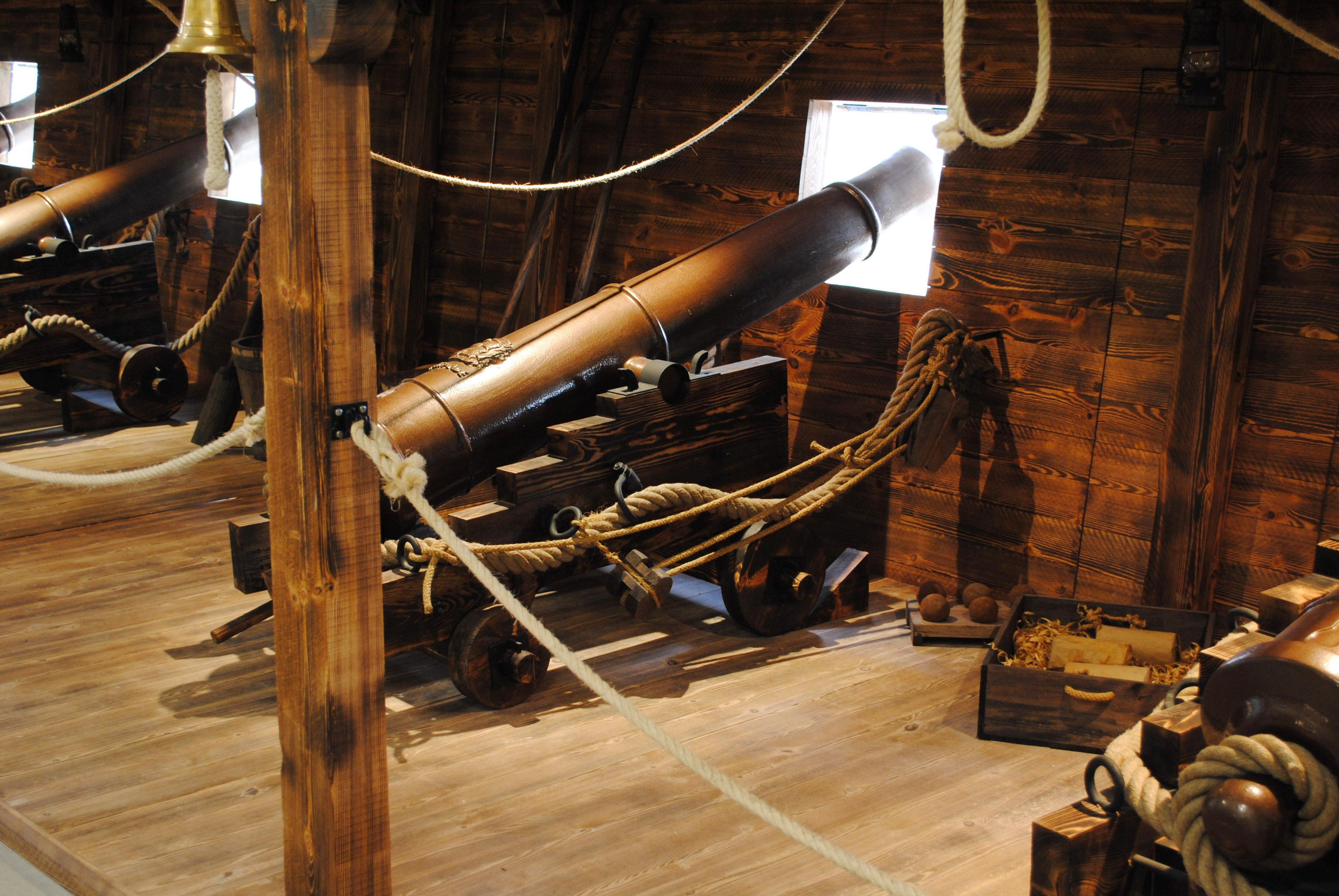
Лафети морських гармат

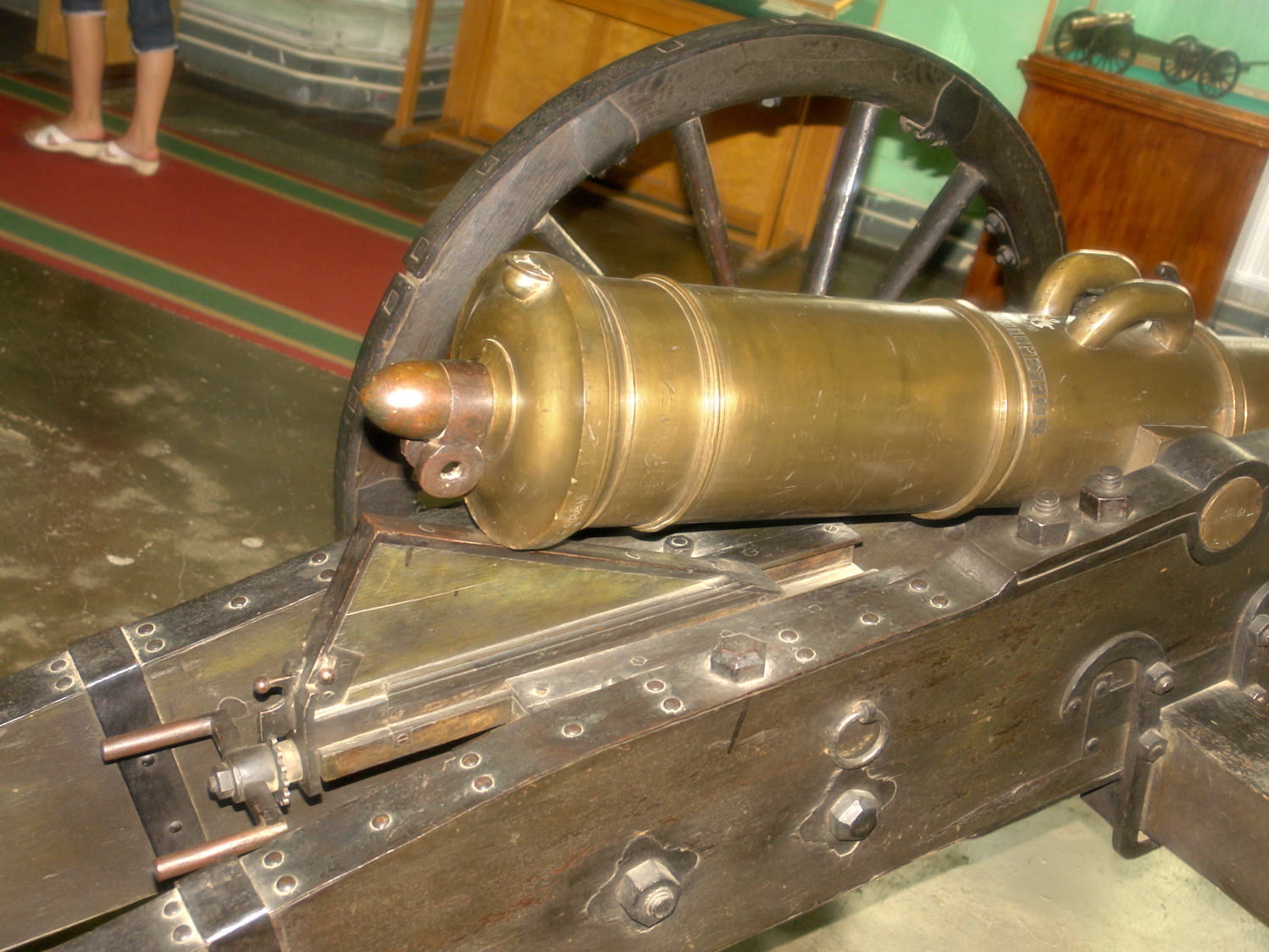
Ствол 95-мм польової гармати зразка 1805 р. на лафеті. Видно піднімний клин і ручку гвинта

Стволи перших гармат встановлювалися на горизонтальних станках, зроблених з одної чи кількох колод, закріплялися мотузами або металевими штабами. Спочатку вертикальної наводки не було зовсім, потім стали змінювати кут підвищення гармати, підкладаючи бруси під ствол. У другій половині XV століття станок спорядили колесами, так з'явився колісний лафет.
До другої половини XIX ст. лафет польових гармат складався з двох вузлів: станка і хода (ходової частини). Станок утворювали дві станини — дошки, поставлені ребром і з'єднані між собою подушками — дерев'яними перемичками. Задня частина станка називалася хоботом; у крайній задній подушці («хоботовій») був отвір для шворня артилерійського передка, споряджений шворневою лійкою — бронзовим кільцем з розширенням на верхньому чи обох кінцях. На хоботі були гнізда для прави́л — важелів для повертання лафета. Зверху на станинах розташовувалися цапфові гнізда — виїмки, на які спирався ствол своїми цапфами, посилені металевими накладками зверху і з боків, і перекриті поверх цапф скобами. Спереду і ззаду станини були кільця для відвозу (каната для пересування гармати на невелику відстань силою обслуги чи кінської упряжі). Знизу станин кріпилася вісь, що разом з колесами складала ходову частину.
Лафети облогових і фортечних гармат через використовування великих калібрів були більш масивними, їх часто виконували з металу.
Лафети морських гармат мали вигляд низького візка, спорядженого чотирма коліщатами. Він складався з двох боковин (щік), висота яких понижувалася ступінчасто дозаду. Щоки з'єднувалися знизу широкою дошкою (рамою), до якої кріпилися осі коліс. Останні виконувалися з дубу, були суцільними, без спиць, із сталевими шинами. Оскільки палуби мають вигин догори вздовж діаметральної площини (вигин бімсів), для компенсації цієї нерівності передні колеса мали дещо більший діаметр, ніж задні. У передній частини лафета встановлювалася товста перемичка — подушка, на якій лежала дульна частина ствола, у задній розташовувалися поздовжні бруси — клинова подушка. У верхній частині щік робили виїмки для цапф, збоку на них розташовувалися обухи (скоби) для кріплення гарматних талів і рими для проведення брюка. Для підкочування гармат до гарматних портів і відкочування назад використовувалися талі з блоками, канати яких кріпилися до римів обабіч портів і до обухів на щоках лафетів. Товстий канат (він називався брюк) з'єднував винград і бічні стінки лафета з римами на бічних сторонах портів, він служив для затримання гармати при відкоті. Задні частини лафетів гармат, що стояли вздовж одного борту, з'єднувалися канатом, що пропускався через рими на палубі. Для закріплення гармат під час морських переходів дуло ствола впирали у верхню лутку порту, брюк заводили під передню вісь лафета, ствол обв'язували тросом, закріпленим на римі посередині верхньої лутки. У невеликих гармат замість лафетів був шарнір-вертлюг, тому їх називають вертлюжними гарматами.
Горизонтальна наводка на ціль здійснювалася повертанням хобота за допомогою правил і ганшпигів (довгих важелів, якими припіднимали хобот). Вертикальна могла здійснюватися піднімним клином, що підкладали під казенну частину, або гвинтом, закріпленим під винградом (такий механізм вживався на карронадах), або піднімним клином, що пересувався за допомогою гвинта з ручкою (гвинт розміщався в спеціальній клиновій подушці, що кріпилася на середніх подушках лафета).
У другій половині XIX ст. конструкція лафетів дещо змінюється: станини починають виробляти з листового металу, для пом'якшення сили відбою на станок і ходову частину на них встановлюють буфер. З'являються бойові щити для захисту обслуги, сошники і перші пристрої для горизонтального наведення. Лафети вже діляться на жорсткі і пружні: перші конструкцією мало відрізняються від дерев'яних, другі залежно від способу поглинання енергії відбою поділялися на полозкові, цільні з упругими зчленуваннями, лафети з пониженням, лафети з люлькою. У фортечній і береговій артилерії замість лафетів на колесах використовувалися лафети на поворотній рамі.

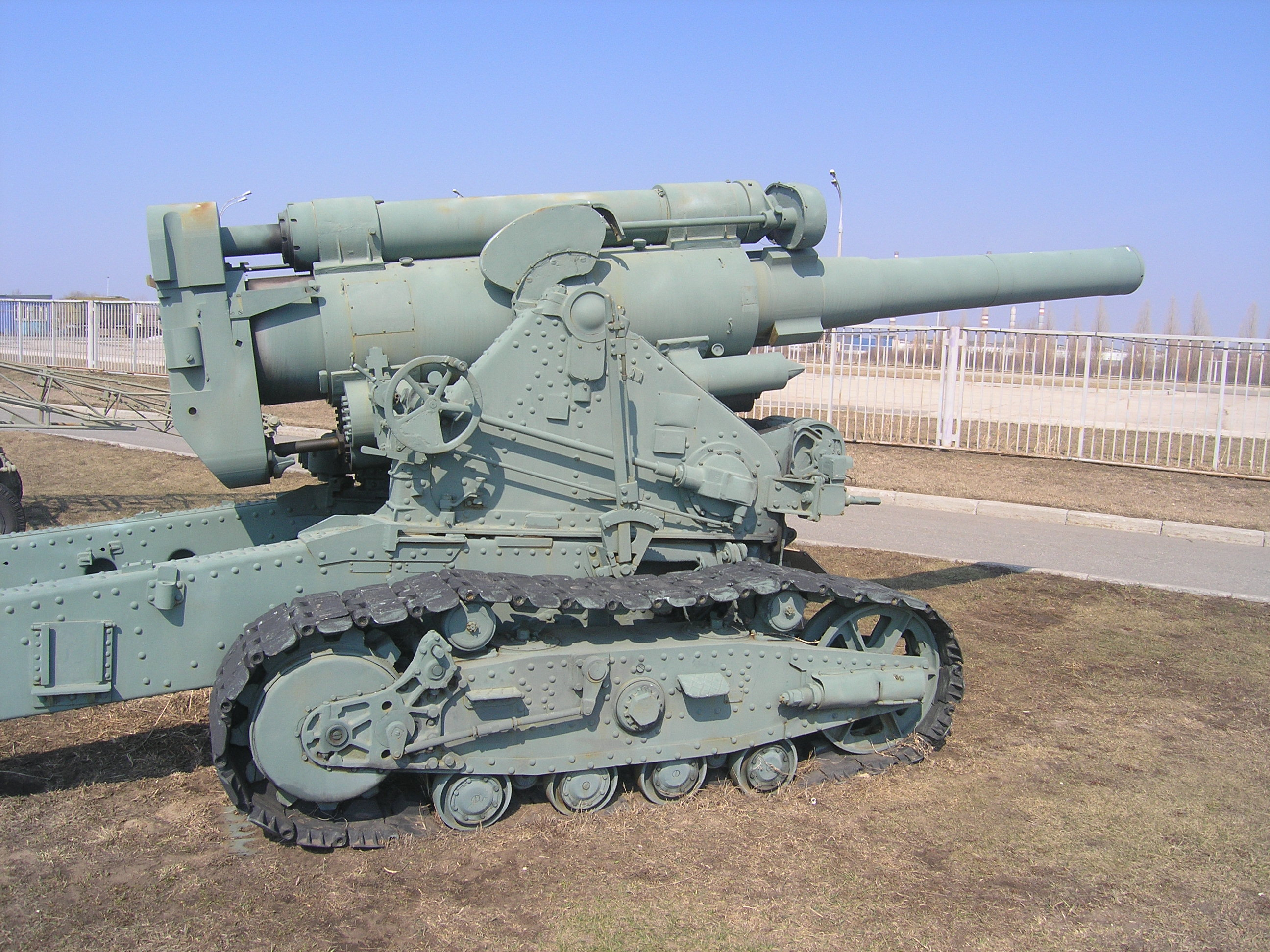
Гусеничний лафет гаубиці Б-4

Система наведення гармат кінця XIX ст. включала в себе вертикальне і горизонтальне наведення. У Російській імперії перший пристрій горизонтального наведення, запропонований полковником Фішером у 1860-х роках, складався з двох частин (як на сучасних лафетах): нерухомої нижньої і рухомої верхньої, що утворювалася короткими станинами і поверталася на шворні, пропущеному через отвори в подушках обох частин. Цей механізм забезпечував поворот ствола в горизонтальній площині на ±5°, але був надто складним і ненадійним в обходженні, тому 1868 року замінений лафетом без станин. На польових гарматах кінця XIX — початку XX століття лафет мав пристрій для повертання лафета допереду після пострілу (накатування), у якому прикріплений верхньою частиною до станин сошник був з'єднаний перпендикулярною тягою з буферним болтом, продітим через задній кінці станин. При пострілі точка кріплення сошника пересувається дозаду, а головка тяги впирається в полотно сошника і тягне за собою тягу з буферним болтом, накатуючи лафет (він не доходив до первісного положення на 30-50 см, тому докатування проводили вручну). Пристрій для горизонтального наведення містив у собі поперечний кутик, на горизонтальниму ребрі якого лежали станини, а вертикальним він входив у паз осьової подушки, а також поздовжній важіль, що входив переднім кінцем у коробку кутика. Зверху важеля кріпився вертикальний болт-шворінь, що проходив в отвір передньої подушки станка. Задня частина важеля являла собою вилку, що кріпилася гілками за допомогою маленьких цапф до квадратної гайки (матки), через яку проходив поперечний гвинт, пропущений через станини. Обертаючи ручку гвинта праворуч від станини, можна було пересовувати матку праворуч чи ліворуч, відхиляючи задній кінець важеля і переміщаючи станини відносно нерухомих подушки осі і покладеного на землю хобота. Відхилення при такому способі горизонтального наведення становило всього 1°.
Перед Другою Світовою війною розроблялися і лафети на гусеничному ходу: внаслідок підвищених вимог до міцності ходової частини в артилерійських установок дуже великих калібрів. Гусеничними лафетами оснащалися радянська гармата Бр-2 1935 р., гаубиця Б-4 1931 р. і мортира Бр-5 1939 р. Лафети не мали власного двигуна, а буксирувалися важкими тягачами за допомогою колісних передків (стволи перевозилися окремо на ствольних візках).

## Різновиди
- Рухомі — у польовій артилерії (на колісному і гусеничному ходу)
- Напівстаціонарні — на рухомій основі (у корабельних, танкових, залізничних, авіаційних і інших системах);
- Стаціонарні — на нерухомій основі (у берегових, фортечних та інших артилерійських системах).

Також розрізняють жорсткий і пружний (ковзний) лафети.

## Будова лафета сучасних польових гармат

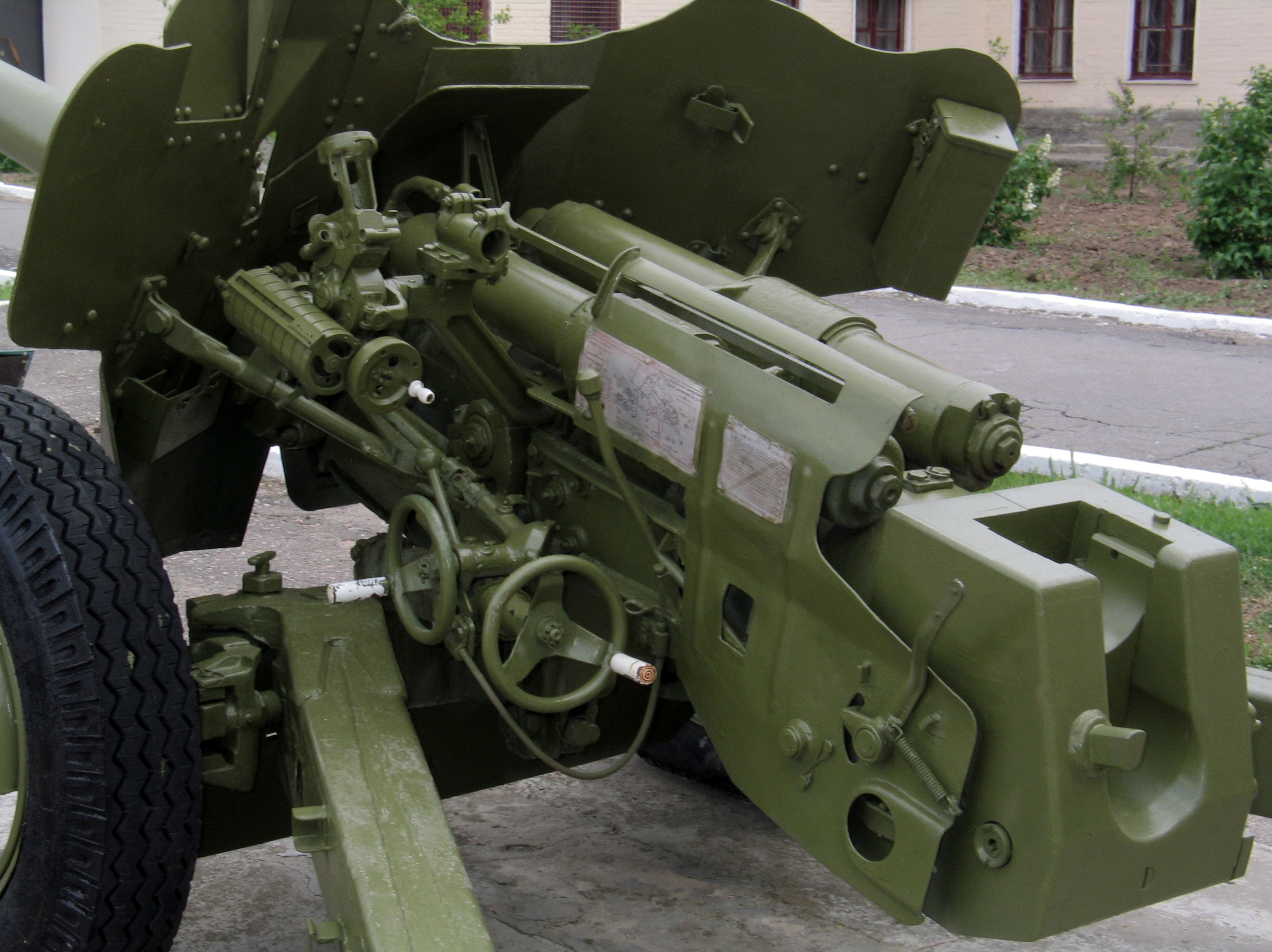
Лафет 85-мм протитанкової гармати Д-48. Видно люльку, противідкотні пристрої, казенник ствола, штурвали гвинтових механізмів вертикальної і горизонтальної наводки

Лафет складається із таких вузлів: люльки, верхнього станка, підйомного механізму, поворотного механізму, зрівноважувального механізму, нижнього станка зі станинами, ходової частини, приладів наводки (прицілів), допоміжних механізмів і пристроїв.
- Люлька — частина лафета, призначена для опори ствола, спрямування його руху під час відкоту і накату. Через цапфи люлька опирається на верхній станок. За допомогою підйомного механізму вона може повертатися у вертикальній площині разом зі стволом, забезпечуючи вертикальну наводку.
- Верхній станок — частина, призначена для опори змонтованих на ньому елементів хитної частини гармати (люльки, ствола з противідкотними пристроями), а також підйомного і зрівноважувального механізмів, бойового щита гармати.
- Нижній станок — нижня нерухома частина гармати, призначена для опори обертової частини (верхнього станка з люлькою, стволом, бойовим щитом і противідкотними пристроями). Складається з лобової коробки з колісною віссю і станини. Останні в бойовому положенні розводяться, опираються сошниками в ґрунт і забезпечують стійкість і нерухомість гармати під час пострілу.
- Поворотний механізм — пристрій, призначений для повороту верхнього станка відносно нижнього, у горизонтальній площині. Через нього здійснюється горизонтальна наводка гармати. Залежно від конструкції може бути гвинтовим чи секторним.
- Зрівноважувальний механізм — пристрій, призначений для зрівноваження хитної частини гармати відносно цапф люльки і полегшення роботи обслузі під час вертикальної наводки. Зрівноваження здійснюється пружиною або стисненим повітрям.
- Підйомний механізм — пристрій, призначений для повороту люльки відносно верхнього станка, у вертикальній площині. Через нього здійснюється вертикальна наводка гармати. Як і поворотний, теж може бути гвинтовим чи секторним.
- Ходова частина — колеса і механізм підресорування, який пружно з'єднує колеса з нижнім станком у похідному положенні (що важливо під час транспортування), і автоматично вимикається під час розведення станин (що важливо під час стрільби).
- Бойовий щит — бронелист, встановлений на верхньому станку. Захищає обслугу від ворожих куль і осколків.

Верхній і нижній станки разом називаються бойовим станком — під час пострілу вони служать опорою ствола. У багатьох сучасних артилерійських систем лафети споряджаються піддоном — пристроєм для підіймання нижнього станка (зазвичай являє собою домкрат з опорою тарільчастого типу).

## Інше

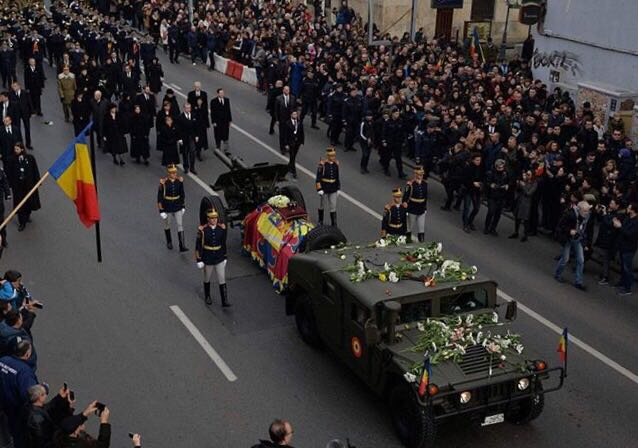
Похорон короля Румунії Міхая I, грудень 2017 р.

Лафети використовують замість катафалків на похоронах видатних військових і державних діячів, труну встановлюють на зведені станини.

## Див. також

Лафети
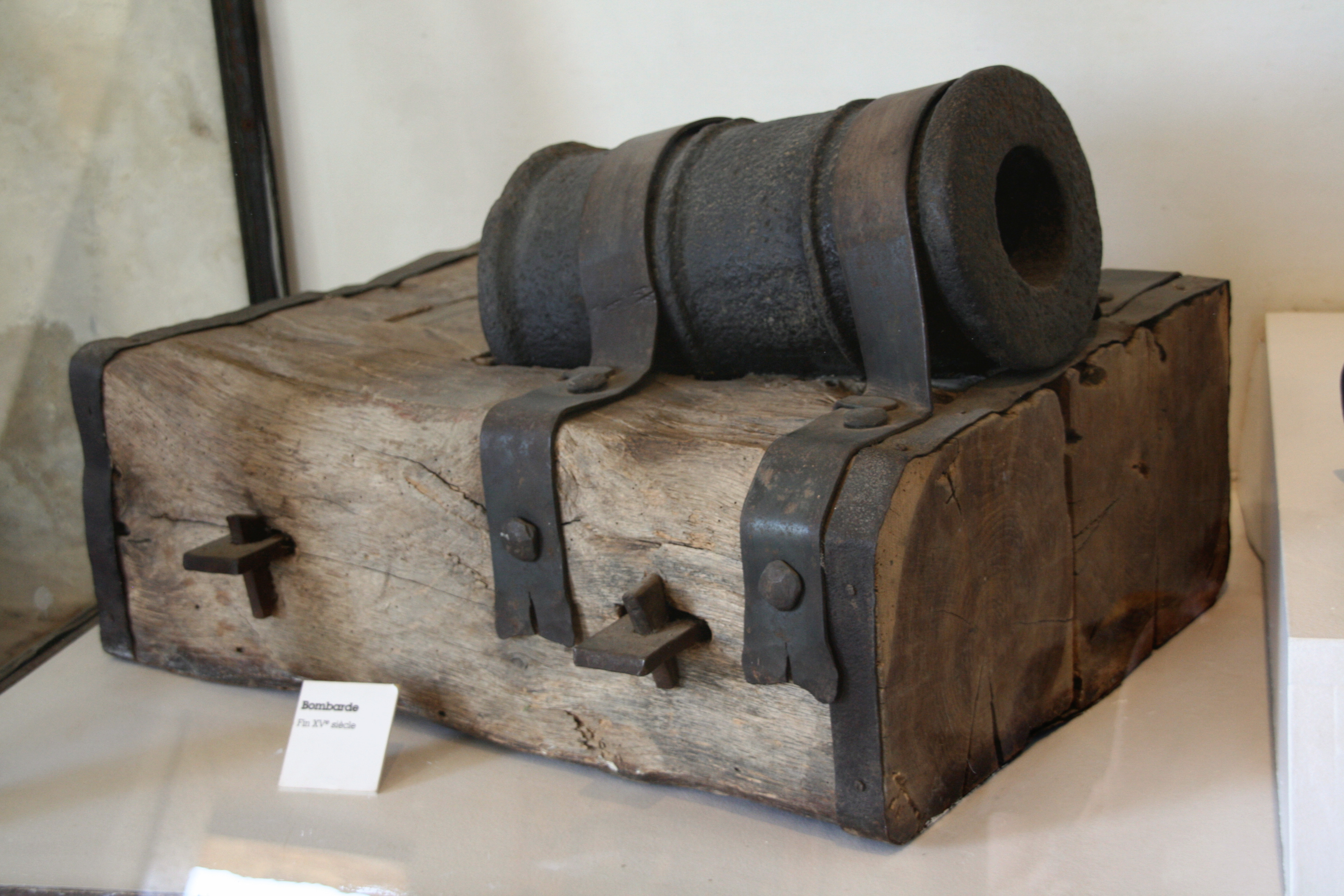
Коротка бомбарда на колоді-станку. XV століття.
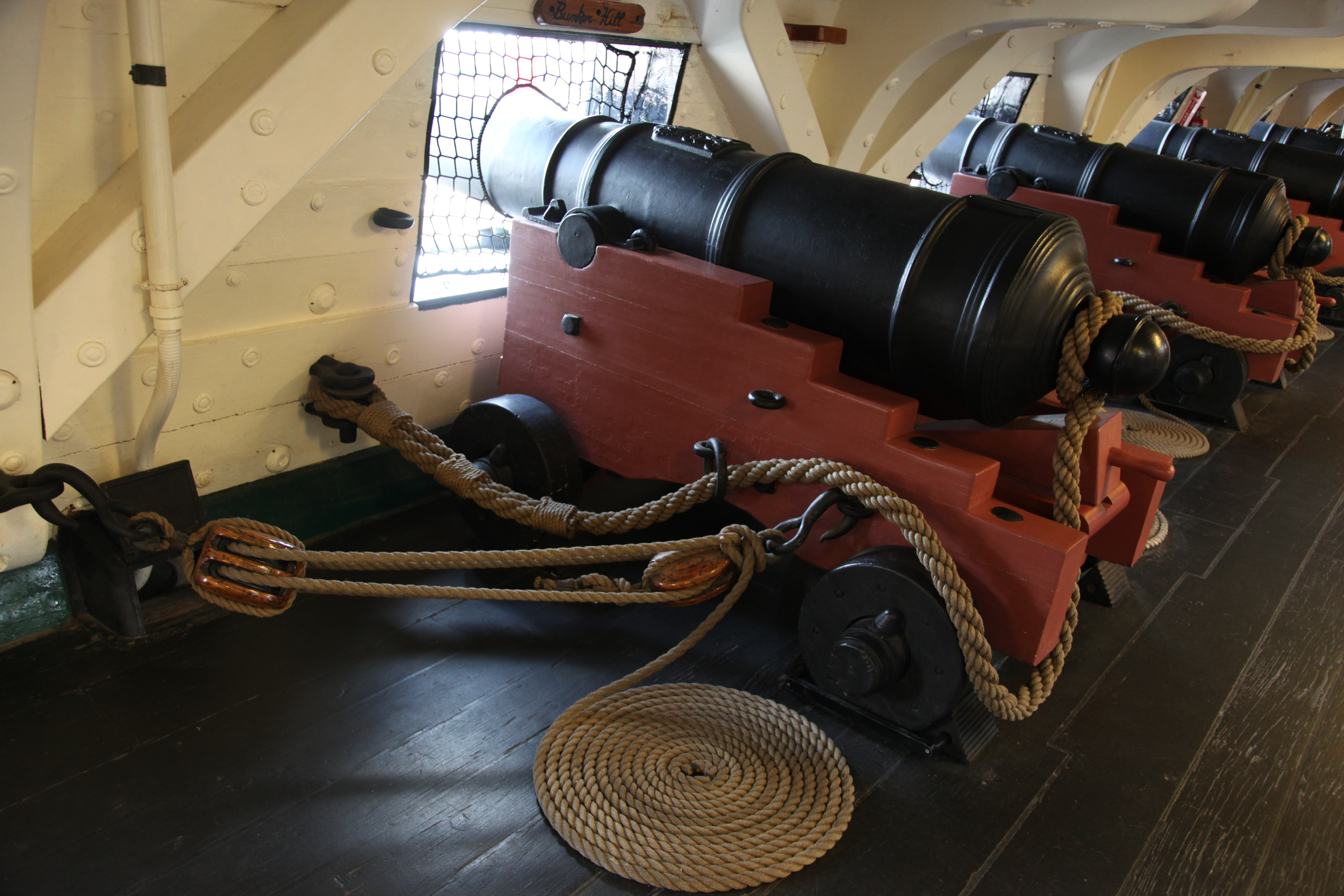
Гармати на палубі фрегата «Конституція», з брюком і талями
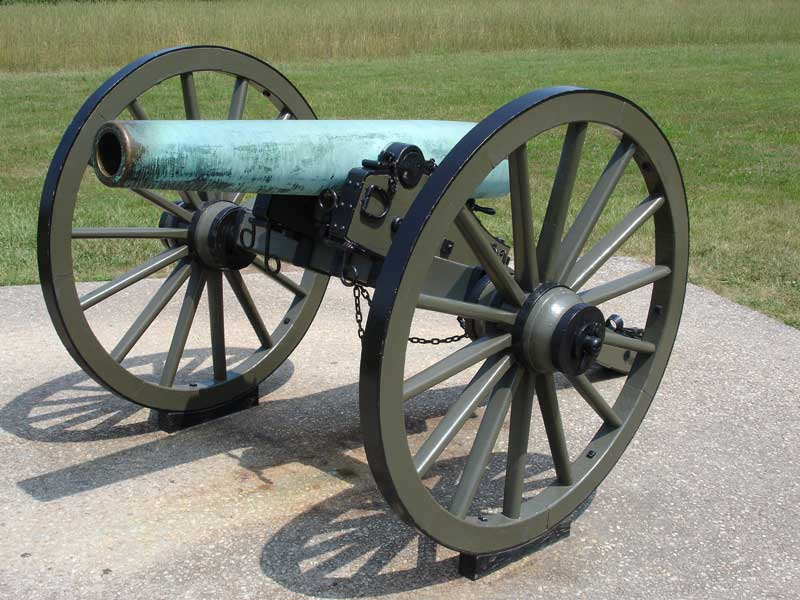
Лафет 12-фунтової гармати «Наполеон» армії південців, США
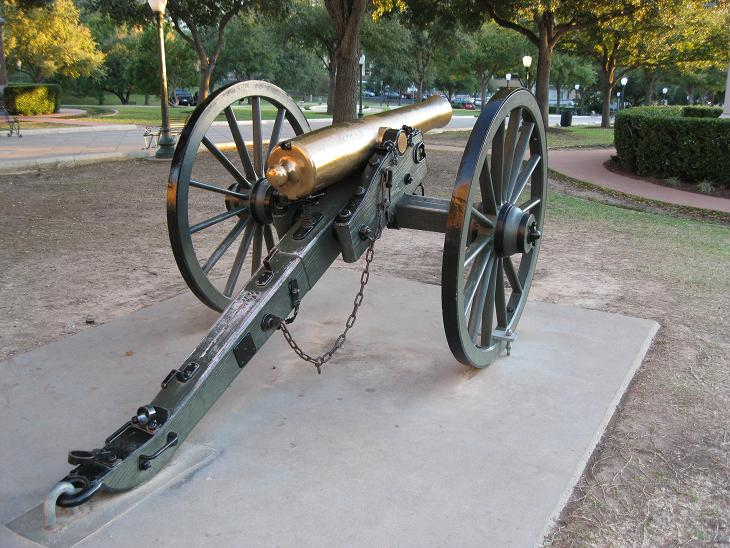
Лафет 12-фунтової гармати «Наполеон».
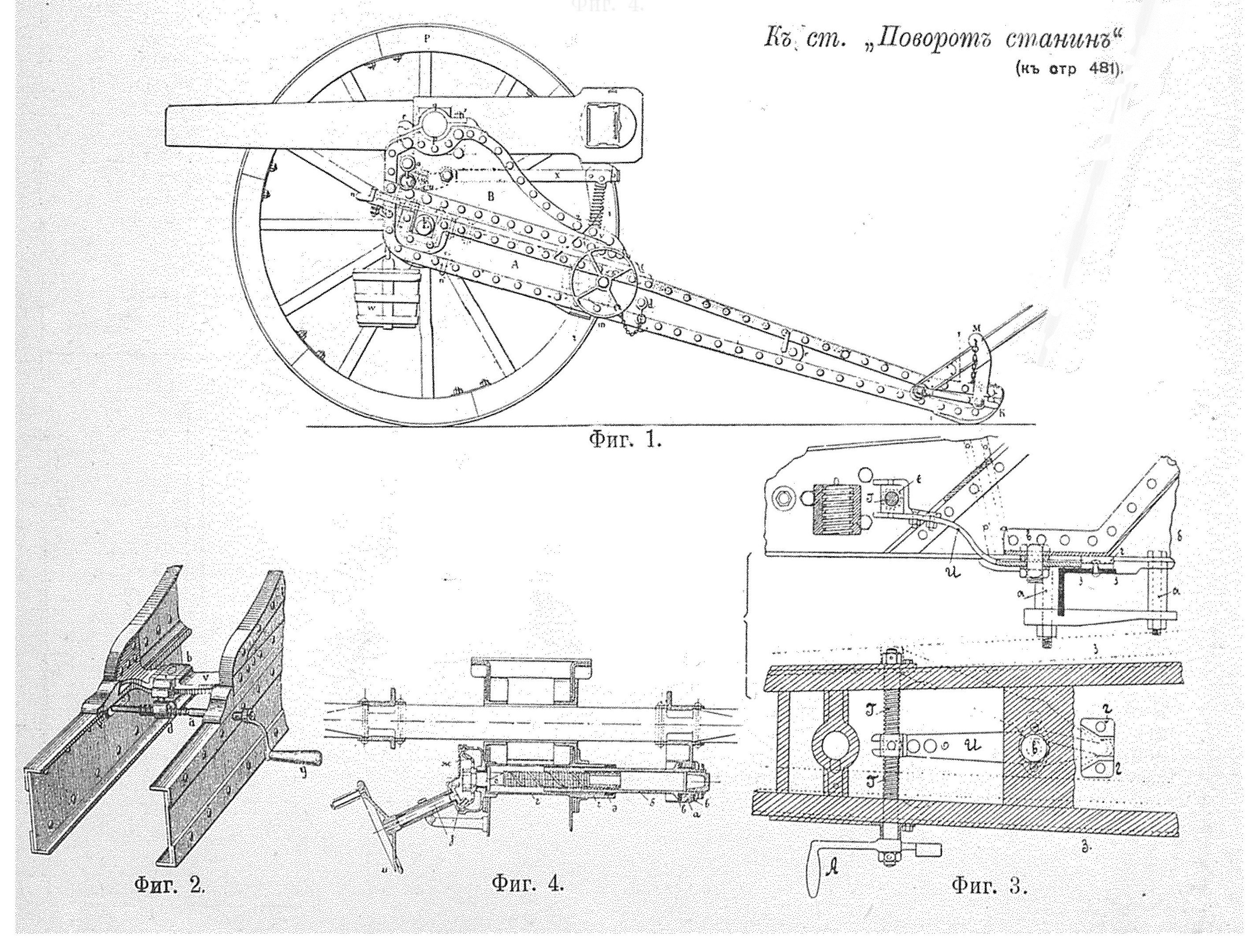
Механізм повороту станин. Малюнок з Військової енциклопедії Ситіна
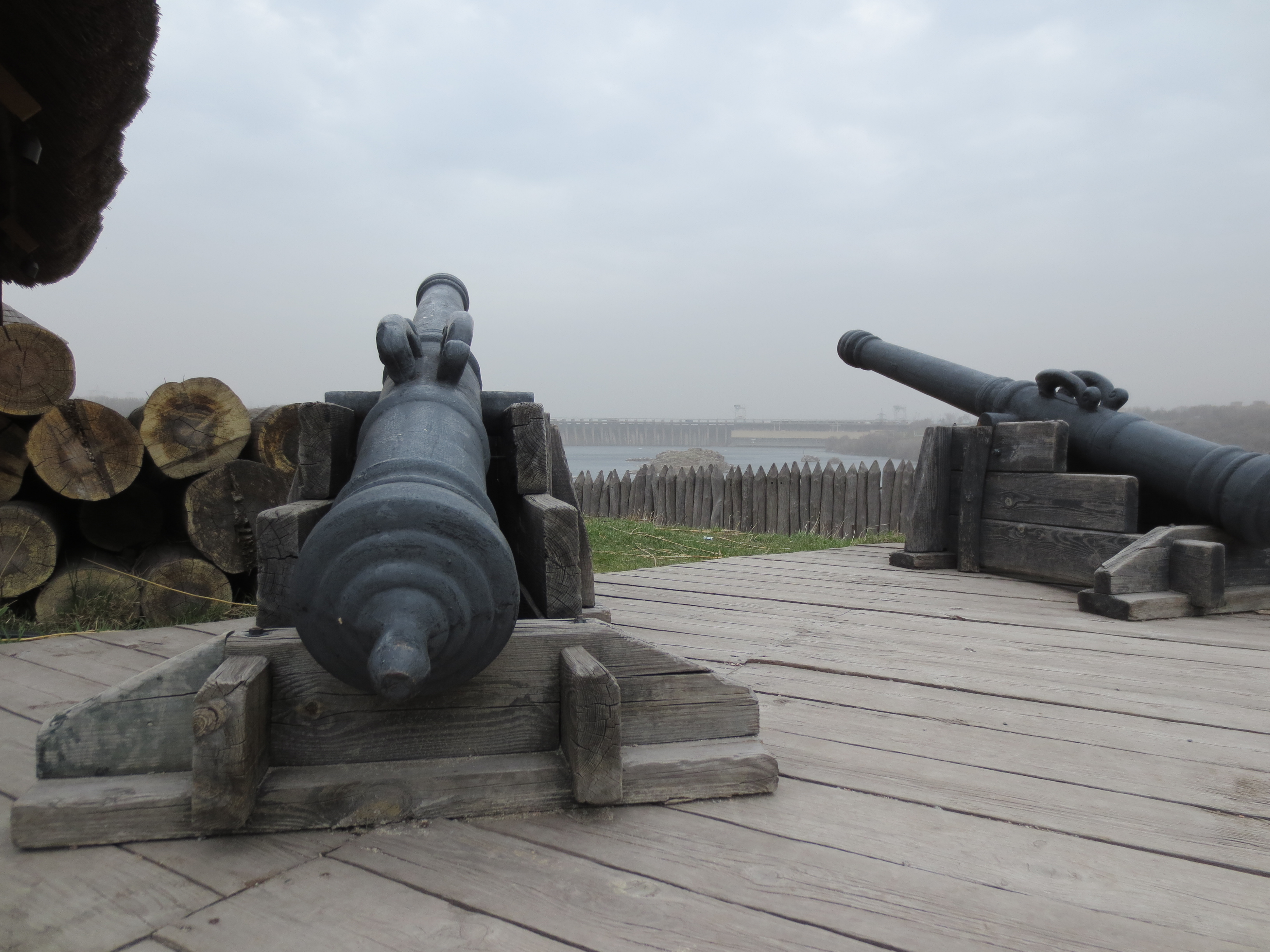
Берегові гармати на стаціонарному лафеті (НЦ «Хортиця»)
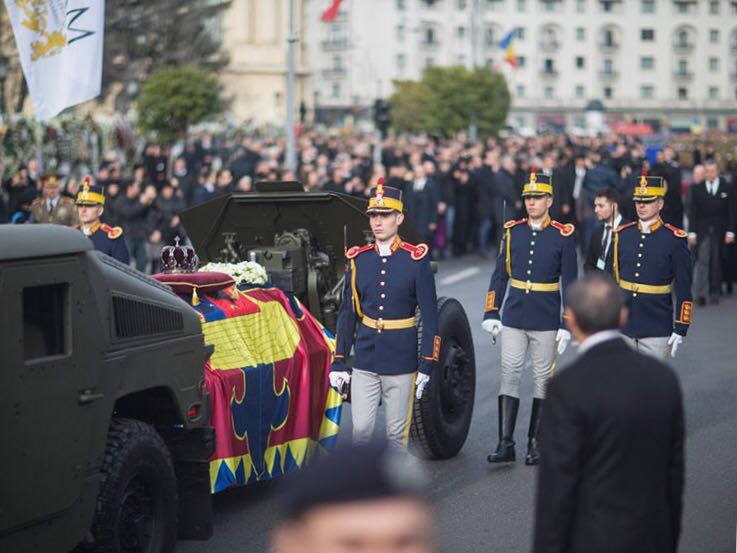